# Soraya Post
Soraya Viola Heléna Post (ur. 15 października 1956 w Göteborgu) – szwedzka polityk, posłanka do Parlamentu Europejskiego VIII kadencji.

## Życiorys
Jej ojciec był Żydem pochodzącym z Niemiec. Matka, pochodzenia romskiego, została w 1958 poddana przymusowej sterylizacji. Soraya Post wychowywała się w kulturze romskiej, uczyła się w szkole średniej, którą porzuciła, zakładając rodzinę. Pracowała m.in. w handlu, wychowała czwórkę dzieci, jej małżeństwo zakończyło się rozwodem.
W późniejszym czasie zaangażowała się w działalność społeczną w zakresie praw człowieka, przyczyniła się do założenia pierwszej w Szwecji nastawionej na kształcenie Romów szkoły średniej. Została również urzędniczką zajmującą się prawami człowieka w administracji regionu Västra Götaland.
Przed wyborami europejskimi w 2014 przyjęła propozycję kandydowania jako liderka listy wyborczej Inicjatywy Feministycznej. W wyniku głosowania z 25 maja 2014 z ramienia tego ugrupowania uzyskała mandat eurodeputowanej VIII kadencji.